# Сон Джа Хо
Сон Джа Хо (кор. 송재호, нар. 19 лютого 1990) — південнокорейський фехтувальник на шпагах, бронзовий призер Олімпійських ігор 2020 року.

## Виступи на Олімпіадах
| Олімпіада  | Дисципліна     | Місце |
| ---------- | -------------- | ----- |
| Токіо 2020 | командна шпага | 3     |